# Radiogrammitis ligulata
Radiogrammitis ligulata är en stensöteväxtart som först beskrevs av Bak., och fick sitt nu gällande namn av Barbara S. Parris. Radiogrammitis ligulata ingår i släktet Radiogrammitis och familjen Polypodiaceae. Inga underarter finns listade.